# Новая коллекция (группа)
«Новая коллекция» — советская музыкальная группа, основанная Игорем Кезлей и Андреем Моргуновым в Москве в 1986 году и специализировавшаяся на инструментальной электронной музыке с элементами рока.

## Деятельность группы
Участники «Новой коллекции» Игорь Кезля и Андрей Моргунов познакомились, играя в ансамбле «Вечный двигатель». Группа впервые выступила перед публикой в мае 1986 года на фестивале «Рок-панорама-86» в Москве. На сцене играли Кезля (гитара) и Моргунов (клавишные), активно используя также музыкальный компьютер, что на тот момент являлось необычным для советской музыки и привлекло внимание слушателей и критиков. Через два года группа выпустила первый альбом на фирме «Мелодия», в который вошли инструментальные композиции «Вдохновение», «Долина грёз», «Звёздный час», «Отклонение „0“». Эта музыка стала звучать в документальных фильмах и заставках известных теле- и радиопрограмм, включая «Утреннюю почту», «Взгляд», «До и после полуночи», а альбом разошёлся тиражом в 1 млн экземпляров. Автором всех мелодий был Игорь Кезля. Запись велась в его студии в 1986—1987 годах.
Следующий альбом, «Край наших надежд», вышедший в 1989 году, стал отчасти экспериментальным. Игорь Кезля, вновь выступивший в качестве композитора, соединил на этом альбоме электронную музыку группы с оперным пением. Вокальные партии исполнила Лиза Суржикова (сестра известной эстрадной певицы Екатерины Суржиковой), на тот момент учившаяся в Московской консерватории. Её колоратурное сопрано звучит в трёх из восьми композиций второго альбома. Запись велась в студии Московского дворца молодёжи при участии звукооператора Игоря Замараева.
Группа активно участвовала в концертной деятельности, посещая с гастролями города СССР, а затем и зарубежные страны, включая США, Германию, Бельгию, Швейцарию, Кипр. Однако 1989 год стал для коллектива последним: во время концертного тура по Германии он распался из-за творческих разногласий участников, решивших развивать карьеру самостоятельно.

## Деятельность после распада группы
Игорь Кезля и Лиза Суржикова остались в Германии. Суржикова первой среди русских певиц получает роль Джелли Лоррум-Гриблдон в мюзикле «Кошки» Эндрю Ллойда Уэббера. Помимо этого она участвует в новом проекте Игоря Кезли Glass Curtain, созданном совместно с английским поэтом Саймоном Сандерсом. После двух лет работы альбом Glass Curtain Moscow выпускает фирма PolyGram в Гамбурге, в его поддержку снимается клип и проходят концерты в Европе.
Вскоре Кезля открывает студию в Гамбурге и продолжает работу над электронной музыкой, переключившись на популярный в тот момент жанр техно. Он создаёт проект «Господин Дадуда», с которым возвращается в Россию. Проект позволяет ему заключить контракт с лейблом «Рек Рекордс» и вывести композицию «Даду внедрёж» с голосом сатирика Михаила Задорнова, пародировавшего М. С. Горбачёва, на вершины российского хит-парада в сентябре 1995 года. В рамках проекта Кезля отправляется в турне по России и выпускает три альбома. Впоследствии он становится генеральным продюсером лейбла «Крем Рекордс».
Андрей Моргунов уехал в Америку, где создал новый музыкальный проект KeyOrchestra.

## Возрождение проекта
В 2004 году произошло краткое возрождение проекта «Новая коллекция». Суржикова и Кезля записали альбом «Иногда я возвращаюсь», по-новому переаранжировав прежний материал и добавив несколько новых композиций. Альбом вышел на лейбле CD Land.

## Дискография
- 1988 — «Новая коллекция» (Мелодия, C60 26709 004), переиздан в 1996 году «Бекар рекордз» как «Новая коллекция vol. 1»
- 1989 — «Край наших надежд» (Мелодия, С60 29393 005), переиздан в 1996 году «Бекар рекордз» как «Новая коллекция vol. 2»
- 2004 — «Иногда я возвращаюсь» (CD Land)

Альбомы 1988 и 1989 годов были переизданы в 1996 году на «Бекар рекордз». При этом первый альбом получил дополнительный трек «Звёздный час (remix 95)».

## Список композиций
1. Вдохновение
2. Долина грёз
3. Дельфин
4. Романтический экспресс
5. Экспедиция
6. Звёздный час
7. Восхождение
8. Отклонение «0»
9. Неизвестная история
10. Мир сегодня

- Время звучания на издании 1988 г. не указано.

1. Ностальгия — 4:47
2. Неизвестная история — 5:30
3. Над суетой — 4:24
4. Стресс — 4:18
5. Край наших надежд — 4:30
6. Странное чувство — 3:38
7. Фантастическое танго — 4:18
8. Открытые окна — 4:32

- Время звучания указано согласно изданию 1989 г. (Мелодия)

1. Звёздный час
2. Вдохновение
3. Неизвестная история
4. Долина грёз
5. Фантастическое танго
6. Вероника
7. Ностальгия
8. Дельфин
9. Восхождение
10. Отклонение ноль
11. Открытые окна
12. Стресс
13. Над суетой
14. Странное чувство
15. Вероничка

## В популярной культуре
- Композиция «Ностальгия» с альбома 1989 года звучит в 6 серии 2 сезона сериала «Улицы разбитых фонарей» — «Новое слово в живописи». Под эту композицию происходит демонстрация слайдов картин художника Владимира Васильева.